# Piper valladolidense
Piper valladolidense är en pepparväxtart som beskrevs av Truman George Yuncker. Piper valladolidense ingår i släktet Piper och familjen pepparväxter. Inga underarter finns listade i Catalogue of Life.